# Afrika-Cup 1986/Qualifikation
Insgesamt 34 Mannschaften meldeten sich zur Teilnahme am Afrika-Cup 1986 in Ägypten. 
Die Qualifikation ging über drei K.o.-Runden. Äthiopien und Sudan traten zur Qualifikation nicht an, Sierra Leone und Tansania zogen sich während der Qualifikation zurück. Gastgeber und Titelverteidiger waren von den Qualifikationsspielen befreit.

## Qualifikationsspiele

### Vorausscheidung
|                     | Ergebnis |         |
| ------------------- | -------- | ------- |
| Elfenbeinküste      |          | Freilos |
| Ghana               |          | Freilos |
| Guinea              |          | Freilos |
| Sudan               |          | Freilos |
| Algerien            |          | Freilos |
| Libyen              |          | Freilos |
| Tunesien            |          | Freilos |
| Malawi              |          | Freilos |
| Marokko             |          | Freilos |
| Volksrepublik Kongo |          | Freilos |
| Nigeria             |          | Freilos |
| Sambia              |          | Freilos |
| Äthiopien           |          | Freilos |
| Madagaskar          |          | Freilos |
| Togo                |          | Freilos |
| Senegal             |          | Freilos |

| Datum   |       | Ergebnis |       |
| ------- | ----- | -------- | ----- |
| 1985    | Mali  | 1:0      | Benin |
| 1985    | Benin | 2:2      | Mali  |
| Gesamt: | Benin | 3:2      | Mali  |

| Datum   |         | Ergebnis        |         |
| ------- | ------- | --------------- | ------- |
| 1985    | Somalia | 1:0             | Kenia   |
| 1985    | Kenia   | 1:0             | Somalia |
| Gesamt: | Somalia | 1:1 (3:4 i. E.) | Kenia   |

| Datum   |             | Ergebnis |             |
| ------- | ----------- | -------- | ----------- |
| 1985    | Liberia     | 3:1      | Mauretanien |
| 1985    | Mauretanien | 3:0      | Liberia     |
| Gesamt: | Liberia     | 3:4      | Mauretanien |

| Datum   |           | Ergebnis |           |
| ------- | --------- | -------- | --------- |
| 1985    | Mauritius | 0:0      | Mosambik  |
| 1985    | Mosambik  | 3:0      | Mauritius |
| Gesamt: | Mauritius | 0:3      | Mosambik  |

| Datum   |              | Ergebnis |              |
| ------- | ------------ | -------- | ------------ |
| 1985    | Gambia       | 3:2      | Sierra Leone |
| 1985    | Sierra Leone | 2:0      | Gambia       |
| Gesamt: | Gambia       | 3:4      | Sierra Leone |

| Datum   |       | Ergebnis |       |
| ------- | ----- | -------- | ----- |
| 1985    | Zaire | 2:0      | Gabun |
| 1985    | Gabun | 1:1      | Zaire |
| Gesamt: | Zaire | 3:1      | Gabun |

| Datum   |          | Ergebnis |        |
| ------- | -------- | -------- | ------ |
| 1985    | Zaire    | 0:1      | Uganda |
| 1985    | Uganda   | 1:3      | Zaire  |
| Gesamt: | Tansania | 3:2      | Uganda |

| Datum   |           | Ergebnis |           |
| ------- | --------- | -------- | --------- |
| 1985    | Simbabwe  | 3:0      | Swasiland |
| 1985    | Swasiland | 1:5      | Simbabwe  |
| Gesamt: | Simbabwe  | 8:1      | Swasiland |

### Erste Hauptrunde
|         | Ergebnis |                            |
| ------- | -------- | -------------------------- |
| Kenia   |          | Sudan zurückgezogen        |
| Marokko |          | Sierra Leone zurückgezogen |
| Nigeria |          | Tansania zurückgezogen     |
| Sambia  |          | Äthiopien zurückgezogen    |

| Datum   |                | Ergebnis |                |
| ------- | -------------- | -------- | -------------- |
| 1985    | Elfenbeinküste | 6:0      | Mali           |
| 1985    | Mali           | 1:1      | Elfenbeinküste |
| Gesamt: | Elfenbeinküste | 7:1      | Mali           |

| Datum   |        | Ergebnis |        |
| ------- | ------ | -------- | ------ |
| 1985    | Ghana  | 1:1      | Guinea |
| 1985    | Guinea | 1:4      | Ghana  |
| Gesamt: | Ghana  | 5:2      | Guinea |

| Datum   |             | Ergebnis |             |
| ------- | ----------- | -------- | ----------- |
| 1985    | Algerien    | 4:0      | Mauretanien |
| 1985    | Mauretanien | 1:1      | Algerien    |
| Gesamt: | Algerien    | 5:1      | Mauretanien |

| Datum   |          | Ergebnis |          |
| ------- | -------- | -------- | -------- |
| 1985    | Libyen   | 2:0      | Tunesien |
| 1985    | Tunesien | 1:0      | Libyen   |
| Gesamt: | Libyen   | 2:1      | Tunesien |

| Datum   |          | Ergebnis        |          |
| ------- | -------- | --------------- | -------- |
| 1985    | Malawi   | 1:1             | Mosambik |
| 1985    | Mosambik | 1:1             | Malawi   |
| Gesamt: | Malawi   | 2:2 (5:6 i. E.) | Mosambik |

| Datum   |                     | Ergebnis |                     |
| ------- | ------------------- | -------- | ------------------- |
| 1985    | Volksrepublik Kongo | 2:5      | Zaire               |
| 1985    | Zaire               | 0:0      | Volksrepublik Kongo |
| Gesamt: | Volksrepublik Kongo | 2:5      | Zaire               |

| Datum   |            | Ergebnis |            |
| ------- | ---------- | -------- | ---------- |
| 1985    | Madagaskar | 0:1      | Simbabwe   |
| 1985    | Simbabwe   | 5:2      | Madagaskar |
| Gesamt: | Madagaskar | 2:6      | Simbabwe   |

| Datum   |         | Ergebnis |         |
| ------- | ------- | -------- | ------- |
| 1985    | Togo    | 0:1      | Senegal |
| 1985    | Senegal | 1:1      | Togo    |
| Gesamt: | Togo    | 1:2      | Senegal |

### Zweite Hauptrunde
| Datum   |                | Ergebnis |                |
| ------- | -------------- | -------- | -------------- |
| 1985    | Elfenbeinküste | 2:0      | Ghana          |
| 1985    | Ghana          | 0:0      | Elfenbeinküste |
| Gesamt: | Elfenbeinküste | 2:0      | Ghana          |

| Datum   |          | Ergebnis |          |
| ------- | -------- | -------- | -------- |
| 1985    | Kenia    | 0:0      | Algerien |
| 1985    | Algerien | 3:0      | Kenia    |
| Gesamt: | Kenia    | 0:3      | Algerien |

| Datum   |          | Ergebnis        |          |
| ------- | -------- | --------------- | -------- |
| 1985    | Libyen   | 2:1             | Mosambik |
| 1985    | Mosambik | 2:1             | Libyen   |
| Gesamt: | Libyen   | 3:3 (4:3 i. E.) | Mosambik |

| Datum   |         | Ergebnis |         |
| ------- | ------- | -------- | ------- |
| 1985    | Marokko | 1:0      | Zaire   |
| 1985    | Zaire   | 0:0      | Marokko |
| Gesamt: | Marokko | 1:0      | Zaire   |

| Datum   |         | Ergebnis |         |
| ------- | ------- | -------- | ------- |
| 1985    | Nigeria | 0:0      | Sambia  |
| 1985    | Sambia  | 1:0      | Nigeria |
| Gesamt: | Nigeria | 0:1      | Sambia  |

| Datum   |          | Ergebnis |          |
| ------- | -------- | -------- | -------- |
| 1985    | Simbabwe | 1:0      | Senegal  |
| 1985    | Senegal  | 3:0      | Simbabwe |
| Gesamt: | Simbabwe | 1:3      | Senegal  |

automatisch qualifiziert:
- Kamerun (Titelverteidiger)
- Ägypten (Gastgeber)